# Alfred Neveu
Alfred Neveu (ur. 24 grudnia 1890 w Leysin, zm. 20 maja 1975 tamże) – szwajcarski bobsleista rywalizujący w pierwszej połowie lat dwudziestych. Zdobył złoty medal w czwórkach na zimowych igrzyskach olimpijskich w Chamonix.